# NGC 1277
NGC 1277 je čočková galaxie v souhvězdí Persea vzdálená přibližně 186 milionů světelných let od Mléčné dráhy. Je členem Kupy galaxií v Perseovi. Její hvězdná velikost je 13,7. Galaxii objevil 4. prosince 1875 Lawrence Parsons.

## Pradávné hvězdy
NGC 1277 bývá nazývána jako "pozůstatek raného vesmíru", protože se její hvězdy tvořily během 100 miliónů let dlouhého období před více než dvanácti miliardami let, když byl vesmír starý pouze 2 miliardy let. Po tomto "výbuchu" vznikání nových hvězd, tisíckrát rychlejšího než při vzniku Mléčné dráhy, tato fáze skončila a zanechala v NGC 1277 hvězdy bohaté na kovy, které jsou o zhruba 7 miliard let starší než naše Slunce.

## Supermasivní černá díra
Dvě vydané studie uvádí možnou přítomnost obří černé díry v jádru této galaxie.
Podle jedné skupiny, která sledovala galaxii pomocí Hobby–Eberlyho dalekohledu v Texaské McDonaldově observatoři, naznačuje pohyb hvězd poblíž centra galaxie přítomnost obří černé díry o hmotnosti 17 miliard Sluncí, což je 14 % z celkové hmotnosti galaxie. To z ní dělá jednu z nejhmotnějších známých obřích černých děr, v porovnání s hmotností samotné galaxie.
Následující rok byla zveřejněna další studie, která vycházela ze stejných dat, ale měla velmi rozdílný závěr: černá díra není tak hmotná, odhadem má 2 - 5 miliard hmotností slunce, pravděpodobně kolem 5 miliard. To je méně než třetina původně odhadované hmotnosti a dokonce byly nalezeny modely, podle kterých se v jádru této galaxie nemusí nacházet vůbec žádná černá díra. Nicméně se stále jedná o jednu z nejhmotnějších známých obřích černých děr s poloměrem 29,6 miliard kilometrů, což je skoro šestinásobek vzdálenosti mezi Sluncem a Plutem.